# Laura Lackmann

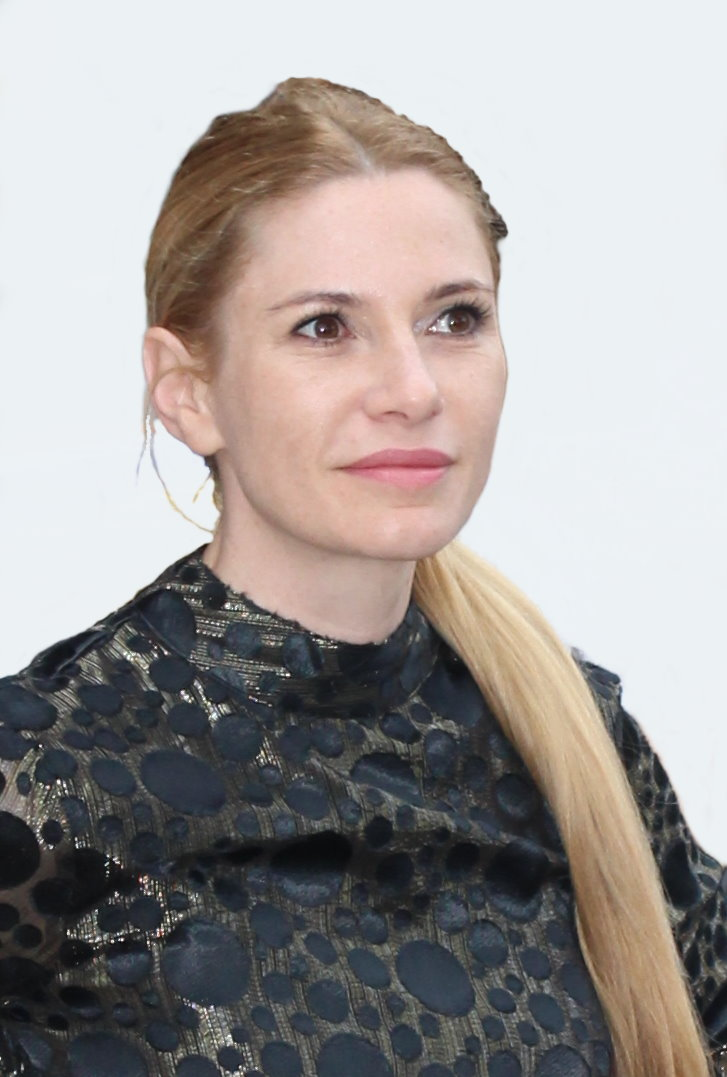
Laura Lackmann, Düsseldorf 2018

Laura Lackmann (* 23. August 1979 in West-Berlin) ist eine deutsche Drehbuchautorin, Filmregisseurin und Schriftstellerin.

## Leben
Laura Lackmann Popescu (Laura Popescu-Zeletin) wuchs in Berlin-Grunewald als Tochter eines Rumänen und einer Deutschen auf. Die Eltern, beide Wissenschaftler, trennten sich, als sie elf Jahre alt war. Sie studierte zunächst an der New York Film Academy und ab 2005 Regie an der Deutschen Film- und Fernsehakademie Berlin (dffb). Ihr studentischer Kurzfilm Die Fahrgemeinschaft (2006) wurde mit dem BMW-Kurzfilmpreis ausgezeichnet. Ihr 28-minütiger dffb-Abschlussfilm Mitten am Rand (2012) über eine Mädchenfreundschaft, bei der eine der Teenager ein Geheimnis verbirgt, wurde Anfang 2013 im Wettbewerb des Filmfestivals Max Ophüls Preis uraufgeführt. Danach gehörte Lackmann zum Autorenteam (Co-Autorin) von Matthias Glasners Thriller-Serie Blochin, die auf der Berlinale 2015 Premiere feierte. Als Autorin ist sie auch an der Krimiserie Dead End (2019) für ZDFneo beteiligt.
Bereits zuvor, im Herbst 2014, hatte Lackmann mit den Dreharbeiten zu ihrem ersten Langfilm begonnen: Die Tragikomödie Mängelexemplar, nach dem gleichnamigen Roman von Sarah Kuttner, handelt von einer jungen Frau, die immer tiefer in eine Depression abzugleiten droht. Im Mai 2016 startete der Film in den deutschen Kinos. Beim Deutschen Filmpreis 2016 erhielt der Film die Lola für die Beste weibliche Nebenrolle (Laura Tonke). 
Tonke spielte eine Hauptrolle in Lackmanns nächstem Film, der beim Münchner Filmfest 2017 Premiere feierte: die Komödie Zwei im falschen Film (2017) über ein glückliches Paar, das nach einem romantischen Liebesfilm plötzlich die eigene, routinierte Beziehung in Frage stellt.
Laura Lackmann ist Mitglied der Deutschen Filmakademie.

## Filmografie
- 2006: Die Fahrgemeinschaft
- 2008: Rosa und Taxi
- 2009: Gegenüber von Trost
- 2009: Katzenleben
- 2012: Mitten am Rand
- 2014: Mängelexemplar
- 2015: Blochin
- 2016: Mission: Love
- 2017: Zwei im falschen Film
- 2023: Caveman
- 2023: Luden (Fernsehserie)

## Bücher
- Die Punkte nach dem Schlussstrich, 2016